# Interrogazione (linguistica)
L'interrogazione o domanda è un tipo di atto linguistico teso a richiedere all'interlocutore un'informazione o un'azione. Può essere effettuato attraverso mezzi morfologici (utilizzo di particelle dedicate), sintattici (inversione dell'ordine) o prosodici (intonazione).

## Caratteristiche
Sono dette "proposizioni interrogative", "frasi interrogative" o solo "interrogative" le proposizioni che servono a formulare o esplicitare una domanda o una richiesta. In particolare, tramite l'interrogazione si domanda un'informazione (Che ore sono?) o si richiede una prestazione (Chiudi la porta, per favore?). Si distingue generalmente tra domande "totali" (dette anche "polari", "chiuse" o "sì/no"; in inglese, sentence-questions) e domande "parziali" (dette anche "domande-k" o "aperte"; in inglese, wh-questions). Le prime richiedono risposte olofrastiche, cioè un sì o un no (ad esempio: Hai visto Mario?) e sono dette "totali" perché la sostanza evocata dall'enunciato è messa in questione nella sua interezza. Le seconde, caratterizzate da marche di interrogazione del tipo chi, cosa, come, quando ecc., sono "aperte" nel senso che sollecitano risposte senza una struttura predeterminata e "parziali" perché hanno per argomento solo una parte della sostanza evocata dall'enunciato (ad esempio: Chi è uscito? È certo che qualcuno sia uscito e la domanda verte solo su chi sia uscito). Esistono poi le cosiddette "domande-coda" (in inglese, tag-questions): si tratta di frasi dichiarative, che, tramite l'aggiunta di una coda, fungono da domande polari. La coda è una ripresa che può essere negativa (se riprende una frase affermativa) o positiva (se riprende una frase negativa):
You are still alive, aren't you? (letteralmente, 'tu sei ancora vivo, sei-non tu?', "sei ancora vivo, vero?")
She doesn't like you, does she? ("tu non le piaci, vero?")
Va sottolineato che, nelle riprese, i punti di attacco ('alive' e 'like') sono richiamati da sostituenti zero: You are still alive, aren't you Ø?
A distinguere una domanda da un'affermazione è di norma l'intonazione. Ad esempio, in italiano, è l'intonazione ascendente che caratterizza le interrogazioni. La lingua francese usa tre diverse strategie di interrogazione. Il registro medio prevede di ricorrere a tratti prosodici: l'affermazione Tu as fait ça ('Tu hai fatto questo') viene pronunciata con intonazione ascendente in modo da risultare Tu as fait ça ?. In alternativa, il francese usa un morfema specifico (Est-ce que... ?, /ɛs.kə/), da cui risulta Est-ce que tu as fait ça ? (letteralmente 'È-esso che tu hai fatto questo?'). Il registro più formale (detto registre soutenu o registre soigné) prevede invece una modifica all'ordine degli elementi: As-tu fait ça ? (letteralmente 'Hai-tu fatto questo?'). Di quest'ultima strategia restano in italiano solo vestigia relative ad un registro solenne (Vuoi tu prendere Flavio come tuo legittimo sposo?).
Quasi nulla sappiamo dell'uso dell'intonazione in latino, che usa tre morfi per marcare l'interrogazione, peraltro esplicitando se chi domanda si aspetta una risposta positiva o negativa o se invece non aspetta una risposta particolare. In particolare, il morfo legato -ne si congiunge ad una delle parole dell'interrogativa e non prefigura una risposta in particolare: vicisti-ne? ('hai vinto?'). L'attesa di una risposta negativa è introdotta dal morfo libero num: Num Sparta insula est? (letteralmente, 'Dunque Sparta isola è?', "Sparta è forse un'isola?"). L'attesa di una risposta positiva è introdotta dal morfo libero nonne: Nonne Iesum Dominum nostrum vidi? (letteralmente, 'Non Gesù Signore nostro vidi?', "Non ho visto nostro Signore Gesù?"). Infine, la particella an evidenzia un dubbio marcato: an censes...? ("forse pensi che...?").
Da un punto di vista sintattico, un'interrogazione diretta (Quando sei arrivata?) pone come implicito un enunciato come "ti chiedo", "avanzo la seguente domanda" e questa componente implicita viene esplicitata nelle interrogative indirette (Ti chiesi se fossi arrivata).
Da un punto di vista di linguistica pragmatica, l'atto linguistico espresso dalla domanda Mi passi lo zucchero? non è interrogativo ma direttivo, perché questo è il suo senso profondo. La domanda prende il posto dell'ordine nel caso in cui non sussista tra gli interlocutori l'adeguata relazione sociale, che può consistere nell'intimità o nel rapporto gerarchico.
È detta domanda retorica l'interrogazione che già contiene una risposta (di assenso o di diniego) e tale risposta sollecita nell'interlocutore. Tale atto linguistico non deriva quindi da una reale mancanza di informazione, ma ha appunto funzione retorica, nella misura in cui pone un'enfasi nel contenuto così espresso.